# Välling
Välling är en maträtt, i huvudsak innehållande spannmål och mjölk, som kokas till en tunnare gröt och dricks eller äts som soppa.
Välling förstärkt med olika näringstillsatser ges ofta till spädbarn men historiskt har välling varit ett mycket vanligt livsmedel även för vuxna. Under antiken var välling, gjord på sädesslag som vete, basmat bland alla samhällsklasser. Majsvälling var tidigare en viktig del av dieten i Centralamerika och är det även i dag i delar av södra Afrika. I östra och sydöstra Asien är risvälling vanligt.

## Välling i Sverige
I Sverige är det vanligt att ge välling till små barn, som ofta dricker den i en nappflaska. Industriellt framställd välling skall enligt svensk lag berikas med mineraler och vitaminer. I Sverige dominerar havremjöl, men välling kan också göras på andra mjöltyper, exempelvis vetemjöl, rågmjöl, mannagryn och majsmjöl. Ibland slutar barnen med välling i förskoleåldern, medan andra fortsätter och så småningom övergår till vuxenvälling.
1949 släppte Findus den första kommersiella färdigproducerade vällingen speciellt anpassad för småbarns näringsbehov. Det bestod av ett pulver som blandades med mjölk. Svenska läkare uppmuntrande föräldrar att ge sina barn färdigproducerad välling för att förebygga näringsbrist, speciellt järnbrist bland barn var ett problem under 1940-talet. Välling började tillverkas med fullkorn på 1960-talet.
Under 1970-talet blev det så populärt att ge barnen välling att företag lanserade vällingmixer för lite äldre småbarn, först en typ av välling näringsanpassad för barn 8 månader och uppåt, och lite senare en för barn 12 månader och uppåt. Under 1970-talet utvecklades vällingpulver som kunde blandas och skakas direkt i nappflaska.
Glutenhalten i välling diskuterades i slutet av 1980-talet, eftersom antalet barn med celiaki plötsligt ökade. Enligt en doktorsavhandling av barnläkaren Annelie Carlsson vid Universitetssjukhuset i Lund fyrfaldigades antalet barn med celiaki när glutenhalten i vällingprodukter ökade under 1980-talet och Livsmedelsverkets råd ändrades till att föräldrar skulle introducera gluten först efter 6 månaders ålder . När mängden gluten minskade i vällingen, sjönk antalet barn med celiaki till samma nivå som tidigare.[källa behövs] Rådet är nu att introducera liten mängd gluten medan barnet fortfarande ammas.[källa behövs]